# ایوابرادین
ایوابرادین (انگلیسی: Ivabradine) (با نام تجاری Procoralan) یک مهارکننده جریان الکتریکی بخش نوسان ساز قلب (If) است که برای مدیریت علامتی درد قفسه سینه مرتبط با قلب و نارسایی قلبی استفاده می‌شود. بیمارانی که واجد شرایط استفاده از ایوابرادین برای نارسایی عروق کرونر قلب هستند، بیمارانی هستند که نارسایی قلبی علامت‌دار دارند، با کاهش حجم دفع و ضربان قلب حداقل ۷۰ ضربه در دقیقه، و این بیماری نمی‌تواند به‌طور کامل توسط مسدودکننده‌های بتا کنترل شود.
ایوابرادین با ایجاد کرونوتروپی منفی در ساختار سینوسی دهلیزی عمل می‌کند، بنابراین ضربان قلب را از طریق مهار خاص جریان ضربان‌ساز، مکانیسمی متفاوت از مسدودکننده‌های بتا و مسدودکننده‌های کانال کلسیم، کاهش می‌دهد. ایوابرادین خاصیت اینوتروپیک ظاهری ندارد و ممکن است یک عامل قلب و عروق باشد.

## کاربرد پزشکی
این دارو برای درمان علامتی آنژین صدری مزمن پایدار در بیماران با ریتم سینوسی طبیعی که نمی‌توانند مسدودکننده‌های بتا مصرف کنند، استفاده می‌شود. همچنین در درمان تاکی کاردی سینوسی نامناسب از آن استفاده می‌شود. ایوابرادین به عنوان یک گزینه دارویی برای کنترل HR و ریتم بدون عوارض جانبی مرتبط در بیماران CABG پس از عمل با IST است.

### درد قفسه سینه
ممکن است به اندازه مسدودکننده بتا آتنولول و قابل مقایسه با آملودیپین در مدیریت آنژین مزمن پایدار باشد.

### نارسایی قلبی
این دارو در ترکیب با مسدودکننده‌های بتا در افراد مبتلا به نارسایی قلبی با LVEF کمتر از ۳۵ درصد به‌طور ناکافی توسط مسدودکننده‌های بتا کنترل می‌شود و ضربان قلب آنها بیش از ۷۰ ضربه در دقیقه است. در افرادی که به اندازه کافی با مسدودکننده‌های بتا برای نارسایی قلبی کنترل نمی‌شوند، افزودن ایوابرادین خطر بستری شدن در بیمارستان برای نارسایی قلبی را کاهش می‌دهد.

## تاکی کاردی
استفاده بالینی ایوابرادین به مکانیسم اثر آن بر روی بافت گره سینوسی دهلیزی بستگی دارد، جایی که به‌طور انتخابی جریان (If) را مهار می‌کند و منجر به کاهش  ضربان قلب می‌شود.
بیشترین کاربرد ایوابرادین در الکتروفیزیولوژی برای درمان تاکی کاردی سینوسی نامناسب است. استفاده از آن برای تاکی کاردی سینوسی نامناسب، نشانه تأیید شده آژانس دارویی اروپا/سازمان غذا و داروی ایوابرادین نیست.
به‌طور تجربی برای درمان سندرم تاکی کاردی ارتواستاتیک وضعیتی در بیماران مبتلا به کووید طولانی مدت استفاده شده‌است.

## موارد منع مصرف
ایوابرادین در سندرم سینوس بیمار منع مصرف دارد. همچنین نباید همزمان با مهارکننده‌های قوی CYP3A4 از جمله ضد قارچ‌های آزول (مانند کتوکونازول])، آنتی‌بیوتیک‌های ماکرولید، نفازودون و داروهای ضدرتروویروسی نلفیناویر و ریتوناویر استفاده شود.
استفاده از ایوابرادین با وراپامیل یا دیلتیازم منع مصرف دارد.

## اثرات نامطلوب
به‌طور کلی، ۱۴٫۵ درصد از بیمارانی که ایوابرادین مصرف می‌کنند، پدیده‌های درخشانی را تجربه می‌کنند (توسط بیمارانی که به‌عنوان احساس روشنایی افزایش‌یافته در یک میدان بینایی کاملاً حفظ شده توصیف شده‌اند). این احتمالاً به دلیل انسداد کانال‌های یون Ih در شبکیه است که بسیار شبیه به اگر قلبی هستند. این علائم خفیف، گذرا و کاملاً برگشت‌پذیر هستند. در مطالعات بالینی، حدود ۱٪ از تمام بیماران مجبور به قطع دارو به دلیل این احساسات بودند که به‌طور میانگین ۴۰ روز پس از شروع دارو رخ می‌داد.
سایر عوارض جانبی رایج دارویی شامل سردرد، بلوک AV درجه یک، اکستراسیستول بطنی، سرگیجه و/یا تاری دید است.

## مکانیسم عمل
ایوابرادین بر روی جریان یون If که در گره سینوسی دهلیزی بسیار بیان می‌شود. اگر جریان درونی مخلوط Na+–K+ است که توسط هایپرپلاریزاسیون فعال شده و توسط سیستم عصبی خودمختار تعدیل می‌شود. این یکی از مهم‌ترین جریان‌های یونی برای تنظیم فعالیت پیس میکر در گره سینوسی دهلیزی (SA) است. ایوابرادین به صورت انتخابی ضربان ساز را در صورت جریان یافتن به روشی وابسته به دوز مهار می‌کند. مسدود کردن این کانال، فعالیت ضربان‌ساز قلب را کاهش می‌دهد، ضربان قلب را کاهش می‌دهد و زمان بیشتری را برای جریان خون به میوکارد می‌دهد. ایوابرادین با مهار کانال If، ضربان قلب و بار کاری روی قلب را کاهش می‌دهد. این در استفاده از دارو برای درمان آنژین و همچنین نارسایی احتقانی قلب مرتبط است. این برخلاف سایر داروهای کاهش‌دهنده ضربان است که معمولاً مورد استفاده قرار می‌گیرند، مانند مسدودکننده‌های بتا و مسدودکننده‌های کانال کلسیم، که نه تنها ضربان قلب را کاهش می‌دهند، بلکه انقباض قلب را نیز کاهش می‌دهند. با توجه به کاهش انتخابی سرعت بدون از دست دادن انقباض، ایوابرادین ممکن است برای درمان نارسایی احتقانی قلب با کاهش کسر جهشی مؤثر باشد.